# Quraysh
Quraysh er en arabisk stammesammenslutning. Blandt stammerne finder man Banū Umayya og Banū Hashim (dén profeten Muhammed tilhørte). Menneskene i de enkelte stammer kaldes qurayshitter.

## Fodnoter
1. ↑  Gelfer-Jørgensen, Mirjam; Simonsen, Jørgen Bæk (2. februar 2009). "umayyader". Den Store Danske (lex.dk online udgave). Hentet 2. august 2010.
2. ↑  Simonsen, Jørgen Bæk (1. februar 2009). "qurayshitter". Den Store Danske (lex.dk online udgave). Hentet 4. august 2010.